# Robel Bernárdez
Robel Bernárdez (Santa Fé, 8 giugno 1972) è un ex calciatore honduregno, di ruolo centrocampista.